# Copa Islândia de Futebol

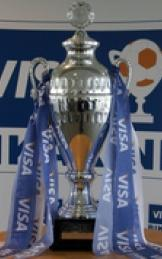
taça da copa Visa-bikar

A Copa Islândia de Futebol (VISA-bikar) é o principal torneio eliminatório do futebol masculino da Islândia. A final é disputada em Laugardalsvöllur em meados de agosto. Os vencedores se qualificam para a UEFA Europa League.

## Historico
| Temporada | Campeão              | Resultado           | Finalista            | Estádio                     |
| --------- | -------------------- | ------------------- | -------------------- | --------------------------- |
| 1960      | KR Reykjavík         | 2-0                 | Fram Reykjavík       |                             |
| 1961      | KR Reykjavík         | 4-3                 | ÍA Akranes           |                             |
| 1962      | KR Reykjavík         | 3-0                 | Fram Reykjavík       |                             |
| 1963      | KR Reykjavík         | 4-1                 | ÍA Akranes           |                             |
| 1964      | KR Reykjavík         | 4-0                 | ÍA Akranes           |                             |
| 1965      | Valur Reykjavík      | 5-3                 | ÍA Akranes           |                             |
| 1966      | KR Reykjavík         | 1-0                 | Valur Reykjavík      |                             |
| 1967      | KR Reykjavík         | 3-0                 | Víkingur Reykjavík   |                             |
| 1968      | ÍBV Vestmannæyjar    | 2-1                 | KR-b Reykjavík       |                             |
| 1969      | IB Akureyri          | 1-1 3-2 (rep.)      | ÍA Akranes           |                             |
| 1970      | Fram Reykjavík       | 2-1                 | ÍBV Vestmannæyjar    |                             |
| 1971      | Víkingur Reykjavík   | 1-0                 | Breiðablik Kopavogur |                             |
| 1972      | ÍBV Vestmannæyjar    | 2-0                 | FH Hafnarfjörður     |                             |
| 1973      | Fram Reykjavík       | 2-1                 | ÍBK Keflavík         |                             |
| 1974      | Valur Reykjavík      | 4-1                 | ÍA Akranes           |                             |
| 1975      | ÍBK Keflavík         | 1-0                 | ÍA Akranes           |                             |
| 1976      | Valur Reykjavík      | 3-0                 | ÍA Akranes           |                             |
| 1977      | Valur Reykjavík      | 2-1                 | Fram Reykjavík       |                             |
| 1978      | ÍA Akranes           | 1-0                 | Valur Reykjavík      |                             |
| 1979      | Fram Reykjavík       | 1-0                 | Valur Reykjavík      |                             |
| 1980      | Fram Reykjavík       | 2-1                 | ÍBV Vestmannæyjar    |                             |
| 1981      | ÍBV Vestmannæyjar    | 3-2                 | Fram Reykjavík       |                             |
| 1982      | ÍA Akranes           | 2-1                 | ÍBK Keflavík         |                             |
| 1983      | ÍA Akranes           | 2-1                 | ÍBV Vestmannæyjar    |                             |
| 1984      | ÍA Akranes           | 2-1                 | Fram Reykjavík       |                             |
| 1985      | Fram Reykjavík       | 3-1                 | ÍBK Keflavík         |                             |
| 1986      | ÍA Akranes           | 2-1                 | Fram Reykjavík       |                             |
| 1987      | Fram Reykjavík       | 5-0                 | Víðir Gerda          |                             |
| 1988      | Valur Reykjavík      | 1-0                 | ÍBK Keflavík         |                             |
| 1989      | Fram Reykjavík       | 3-1                 | KR Reykjavík         |                             |
| 1990      | Valur Reykjavík      | 1-1, 0-0 (5-4 pen.) | KR Reykjavík         |                             |
| 1991      | Valur Reykjavík      | 1-1, 1-0            | FH Hafnarfjörður     |                             |
| 1992      | Valur Reykjavík      | 5-2                 | KA Akureyri          |                             |
| 1993      | ÍA Akranes           | 2-1                 | ÍBK Keflavík         |                             |
| 1994      | KR Reykjavík         | 2-0                 | UG Grindavík         |                             |
| 1995      | KR Reykjavík         | 2-1                 | Fram Reykjavík       |                             |
| 1996      | ÍA Akranes           | 2-1                 | ÍBV Vestmannæyjar    |                             |
| 1997      | ÍBK Keflavík         | 1-1, 0-0 (5-4 pen.) | ÍBV Vestmannæyjar    |                             |
| 1998      | ÍBV Vestmannæyjar    | 2-0                 | Leiftur Ólafsfjörður |                             |
| 1999      | KR Reykjavík         | 3-1                 | ÍA Akranes           |                             |
| 2000      | ÍA Akranes           | 2-1                 | ÍBV Vestmannæyjar    |                             |
| 2001      | Fylkir Reykjavík     | 2-2 (5-4 pen.)      | KA Akureyri          |                             |
| 2002      | Fylkir Reykjavík     | 3-1                 | Fram Reykjavík       | Laugardalsvöllur, Reykjavík |
| 2003      | ÍA Akranes           | 1-0                 | FH Hafnarfjörður     | Laugardalsvöllur, Reykjavík |
| 2004      | ÍBK Keflavík         | 3-0                 | KA Akureyri          | Laugardalsvöllur, Reykjavík |
| 2005      | Valur Reykjavík      | 1-0                 | Fram Reykjavík       | Laugardalsvöllur, Reykjavík |
| 2006      | ÍBK Keflavík         | 2-0                 | KR Reykjavík         | Laugardalsvöllur, Reykjavík |
| 2007      | FH Hafnarfjörður     | 2-1                 | Fjölnir Reykjavík    | Laugardalsvöllur, Reykjavík |
| 2008      | KR Reykjavík         | 1-0                 | Fjölnir Reykjavík    | Laugardalsvöllur, Reykjavík |
| 2009      | Breiðablik Kopavogur | 2-2 (5-4 Pen.)      | Fram Reykjavík       | Laugardalsvöllur, Reykjavík |
| 2010      | FH Hafnarfjörður     | 4-0                 | KR Reykjavík         | Laugardalsvöllur, Reykjavík |
| 2011      | KR Reykjavík         | 2-0                 | Þór Akureyri         | Laugardalsvöllur, Reykjavík |
| 2012      | KR Reykjavík         | 2-1                 | Stjarnan Garðabær    | Laugardalsvöllur, Reykjavík |
| 2013      | Fram Reykjavik       | 3-3 (3-1 Pen.)      | Stjarnan Garðabær    | Laugardalsvöllur, Reykjavík |
| 2014      | KR Reykjavík         | 2-1                 | Keflavík ÍF          | Laugardalsvöllur, Reykjavík |